# Саєвич Юрій
Ю́рій Сає́вич — український перекладач, радіоведучий, перекладав українською мовою американських президентів.
Представляє «стару» діаспору, зазначав, що вони «просто жили ідеєю Незалежної України».

## Життєпис
Виростав у Чикаго — район Українське селище (Ukrainian village). Батьки дітей виховували так, щоб вони зрозуміли, що вони мусять щось зробити для української справи, його батько виховував молодь у скаутській організації «Пласт» та викладав у суботній школі.
У 1992 році був кореспондентом «Голосу Америки» в Києві, брав інтерв'ю у Леоніда Кравчука.
Подальший розвиток подій в Україні сприймав з нерозумінням. Писав, що діаспора була шокована економічним спадом та тими злиднями, в яких опинилася така багата країна.
Був головним редактором телепрограми «Вікно в Америку», працював старшим редактором радіо «Голос Америки» українською мовою. "
У 1990-х роках був у Дніпропетровську — як перекладач для американської військової делегації, що в межах обміну між національною гвардією штату  Каліфорнія та українськими збройними силами.
У 2000-х роках — серед представників ЗМІ, які спостерігали за передвиборчим туром Віктора Ющенка.
У лютому 2014 року був жорстоко побитий «беркутами» на Майдані та по цьому шпиталізований.
Перекладав українські роботи на англійську, зокрема:
- «Dissent in Ukraine», Ukrainian Herald № 6 — перекладали Леся Джонс і Богдан Ясен (Юрій Саєвич), передмова Ярослава Білінського, 1977,
- «Ethnocide of Ukrainian in the U.S.S.R», Український вісникUkrainian Herald, № 7-8, — Олена Сацюк і Богдан Ясен, 1981,
- «The Human Rights Movement in Ukraine: Documents of the Ukrainian Helsinki Group», 1976—1980, переклад та редагування Лесі Верби (Дарії Стець) і Богдана Ясена,
- «Information Bulletin of Ukrainian Helsinki Group, № 1», переклад і редагування Богдана Ясена, 1978,
- «Information Bulletin of Ukrainian Helsinki Group», № 2, — Леся Веба і Богдан Ясен, 1981,
- «Invincible Spirit: Art and Poetry of Ukrainian Women Political Prisoners in the U.S.S.R. Album. — Нездоланний дух: Мистецтво і поезія українських жінок, політв'язнів в СРСР. Альбом», український текст Богдана Арея (Осипа Зінкевича), переклад Юрія Саєвича, художнє оформлення Тараса Б. Горалевського, 1977,
- «Terelia Yosyp. Notes from a Madhouse», переклад Юрія Саєвича, 1977,
- «A Ukrainian Priest's Appeals from a Soviet Labor Camp», переклад Юрія Саєвича, 1976.